# Tommy Fleetwood
Thomas Paul Fleetwood, meglio conosciuto come Tommy Fleetwood (Southport, 19 gennaio 1991), è un golfista inglese.

## Carriera
Da amatore vinse lo Scottish Amateur Stroke Championship nel 2009 e l’anno seguente arrivò secondo in diversi tornei, per poi passare al professionismo dopo la vittoria dell’English Amateur. Al debutto da professionista, all’Open della Repubblica Ceca, passò il taglio e concluse 67°. Nel settembre del 2011 vinse l’Open del Kazakistan, parte del Challenge Tour, assicurandosi così un posto all’European Tour del 2012.
Nella prima stagione riuscì a mantenere il diritto a giocare nell’European Tour grazie ad un piazzamento in top ten all’Open del Sudafrica, mentre nel 2013 arrivò il primo successo al Johnnie Walker Championship at Gleneagles, dopo uno spareggio a tre nel quale batté Stephen Gallacher e Ricardo González. Da segnalare, nell’annata 2015, un albatross che Fleetwood mise a segno alla quarta buca (par 5) nel secondo giro del BMW PGA Championship.
Il 2017 è stato l’anno di maggior successo per Fleetwood. A gennaio si aggiudica l’Abu Dhabi Golf Championship e a marzo arriva secondo ai World Golf Championships, un colpo dietro a Dustin Johnson. Ad aprile perde allo spareggio lo Shenzhen International. Dopo un quarto posto allo U.S. Open, a luglio vince l’Open di Francia. Al termine del 2017 arriva così primo nella Race to Dubai.
Il 2018 si è aperto con la seconda vittoria dell’Abu Dhabi Golf Championship, dove ha battuto il connazionale Ross Fisher di due colpi. Allo U.S. Open di quell’anno è diventato il sesto giocatore nella storia del torneo a concludere un giro (il quarto) con 63 colpi: ha terminato secondo, un colpo dietro Brooks Koepka. Ha inoltre esordito alla Ryder Cup insieme a Francesco Molinari: sono diventati la prima coppia a vincere tutti I quattro incontri, contribuendo in modo decisivo alla vittoria europea.
Nel 2019 Fleetwood ha ottenuto un secondo posto in un altro Major, l’Open Championship. In seguito si è aggiudicato il Nedbank Golf Challenge, grazie a tre eagle nell’ultimo giro, dopo il quale ha sconfitto Marcus Kinhult allo spareggio. Circa un anno dopo ha disputato un altro spareggio, allo Scottish Open, ma è stato superato alla prima buca da Aaron Rai.

## Vittorie professionali (10)

### European Tour vittorie (7)
| Legenda                 |
| Rolex Series (2)        |
| Altri European Tour (5) |

| No. | Data             | Torneo                                    | Punteggio di vittoria | Margine | Secondo/i                           |
| --- | ---------------- | ----------------------------------------- | --------------------- | ------- | ----------------------------------- |
| 1   | 25 agosto 2013   | Johnnie Walker Championship at Gleneagles | −18 (68-65-67-70=270) | Playoff | Stephen Gallacher, Ricardo González |
| 2   | 22 gennaio 2017  | Abu Dhabi HSBC Championship               | −17 (67-67-70-67=271) | 1 colpo | Dustin Johnson, Pablo Larrazábal    |
| 3   | 2 luglio 2017    | HNA Open de France                        | −12 (67-68-71-66=272) | 1 colpo | Peter Uihlein                       |
| 4   | 21 gennaio 2018  | Abu Dhabi HSBC Championship (2)           | −22 (66-68-67-65=266) | 2 colpi | Ross Fisher                         |
| 5   | 17 novembre 2019 | Nedbank Golf Challenge1                   | −12 (69-69-73-65=276) | Playoff | Marcus Kinhult                      |
| 6   | 13 novembre 2022 | Nedbank Golf Challenge2 (2)               | −11 (70-70-70-67=277) | 1 colpo | Ryan Fox                            |
| 7   | 14 gennaio 2024  | Dubai Invitational                        | −19 (66-69-63-67=265) | 1 colpo | Thriston Lawrence, Rory McIlroy     |

1Co-sanzionsto dal  Sunshine Tour

2Co-sanzionato dal Sunshine Tour, non é un evento ufficiale con il montepremi.
European Tour playoff record (2–2)
| No. | Anno | Torneo                                      | Sfidante/i                          | Risultato                                   |
| --- | ---- | ------------------------------------------- | ----------------------------------- | ------------------------------------------- |
| 1   | 2013 | Johnnie Walker Championship at Gleneagles   | Stephen Gallacher, Ricardo González | Vinto col tiro birdie alla prima buca extra |
| 2   | 2017 | Shenzhen International                      | Bernd Wiesberger                    | Perso col tiro birdie alla prima buca extra |
| 3   | 2019 | Nedbank Golf Challenge                      | Marcus Kinhult                      | Vinto con il par alla prima buca extra      |
| 4   | 2020 | Aberdeen Standard Investments Scottish Open | Aaron Rai                           | Perso col par alla prima buca extra         |

### Challenge Tour vittorie (1)
| No. | Data              | Torneo          | Punteggio di vittoria | Margine | Secondo       |
| --- | ----------------- | --------------- | --------------------- | ------- | ------------- |
| 1   | 11 settembre 2011 | Kazakhstan Open | −15 (68-69-66-70=273) | 2 colpi | Knut Børsheim |

### PGA EuroPro Tour vittorie (1)
| No. | Data          | Torneo              | Punteggio di vittoria | Margine | Secondo                                    |
| --- | ------------- | ------------------- | --------------------- | ------- | ------------------------------------------ |
| 1   | 5 agosto 2011 | Formby Hall Classic | −16 (67-68-65=200)    | 4 colpi | Graeme Clark, Luke Goddard, Warren Bennett |

### Altre vittorie (1)
| No. | Data          | Torneo                               | Punteggio di vittoria | Margine | Secondo         |
| --- | ------------- | ------------------------------------ | --------------------- | ------- | --------------- |
| 1   | 8 agosto 2013 | Farmfoods British Par 3 Championship | −4 (52-52=104)        | 1 colpo | Paul Broadhurst |